# Matériel roulant ferroviaire
Pour les articles homonymes, voir MRF.

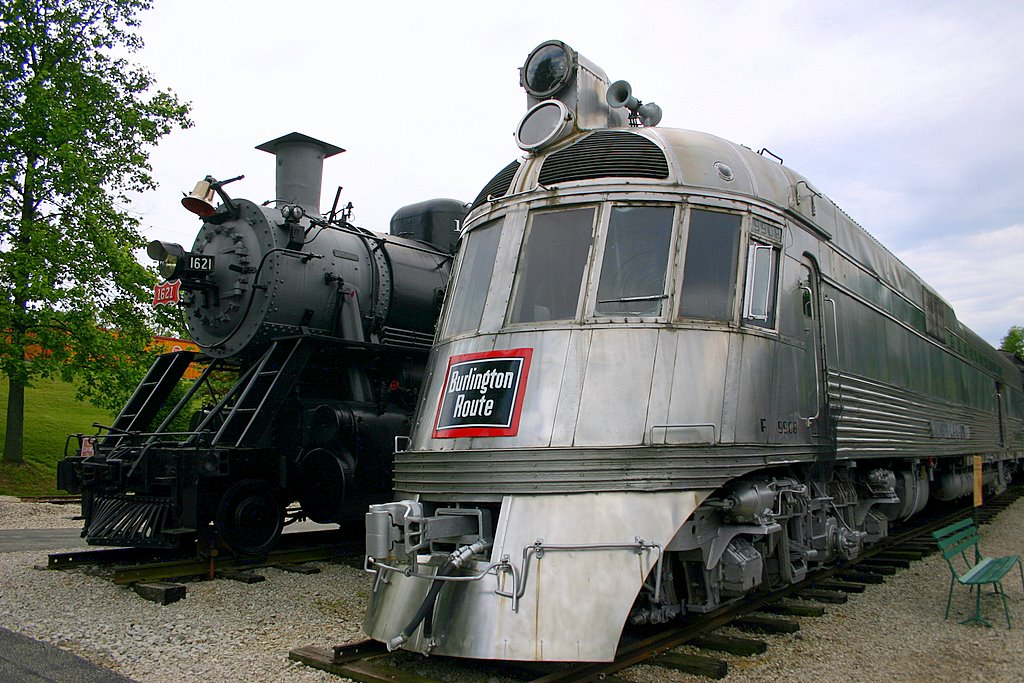
Locomotives à vapeur Frisco 2-10-0 et Diesel Burlington Zephyr (USA).

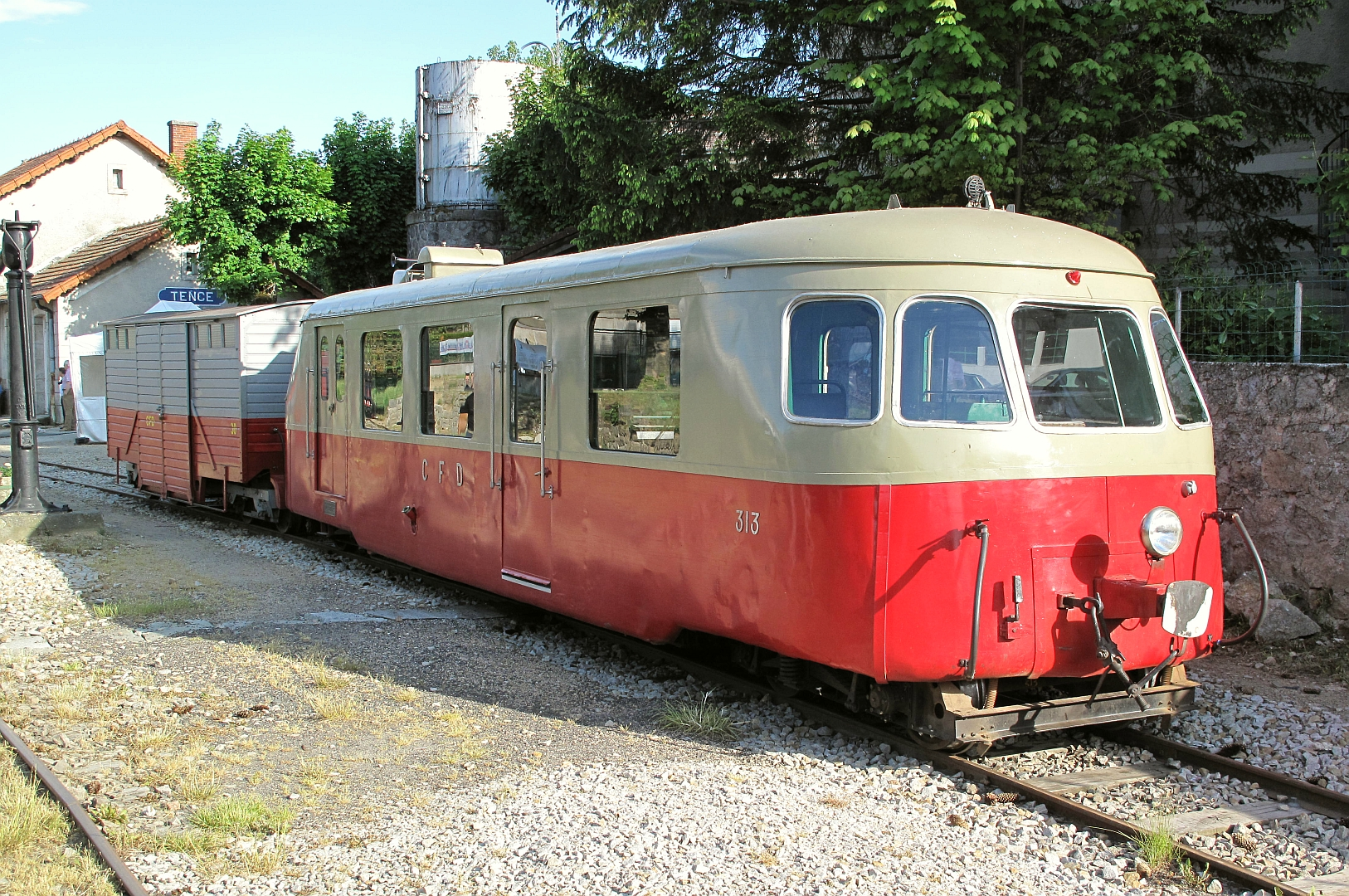
Autorail Billard à voie métrique (France).

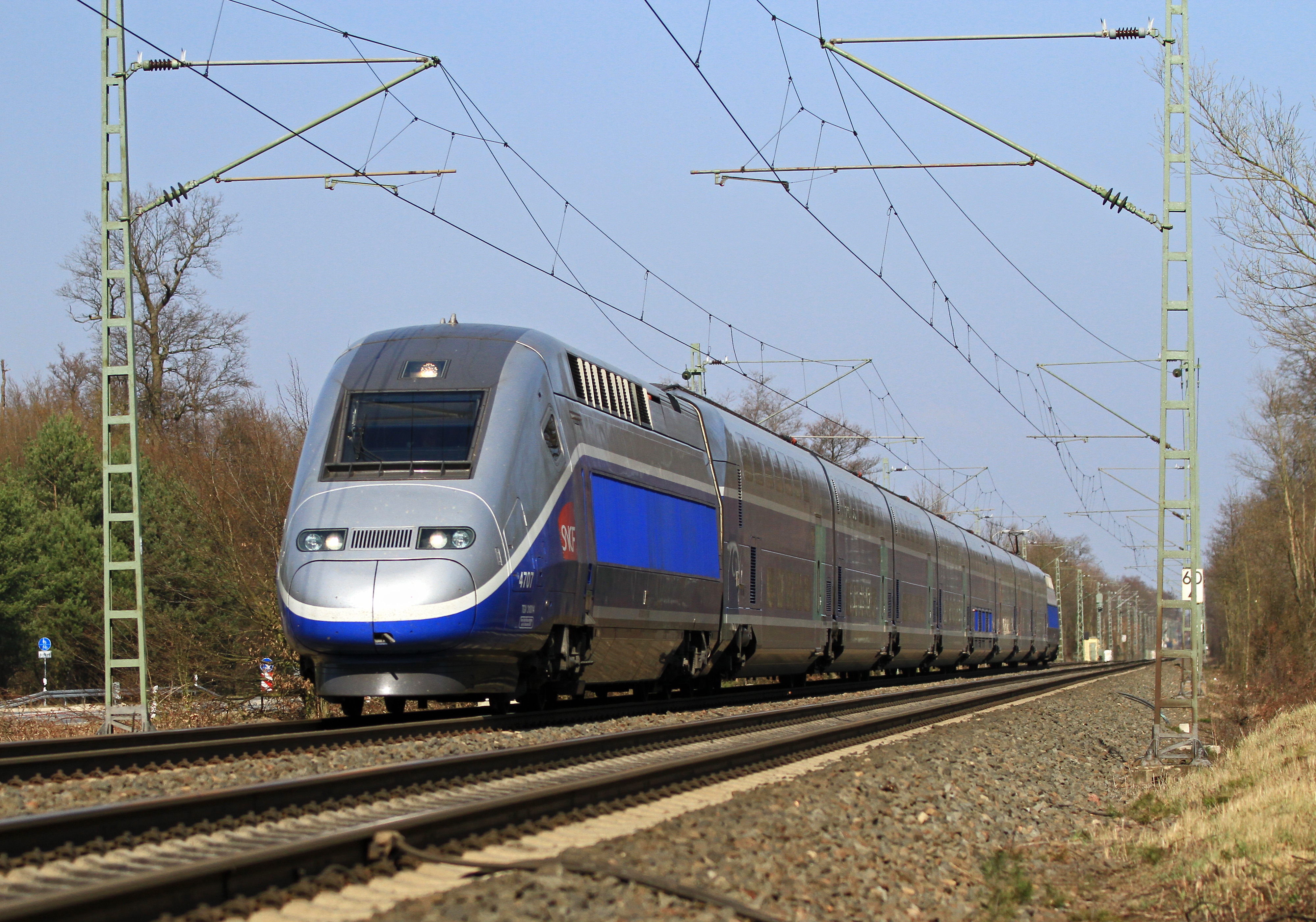
Rame automotrice articulée à grande vitesse TGV 2N2 (France).

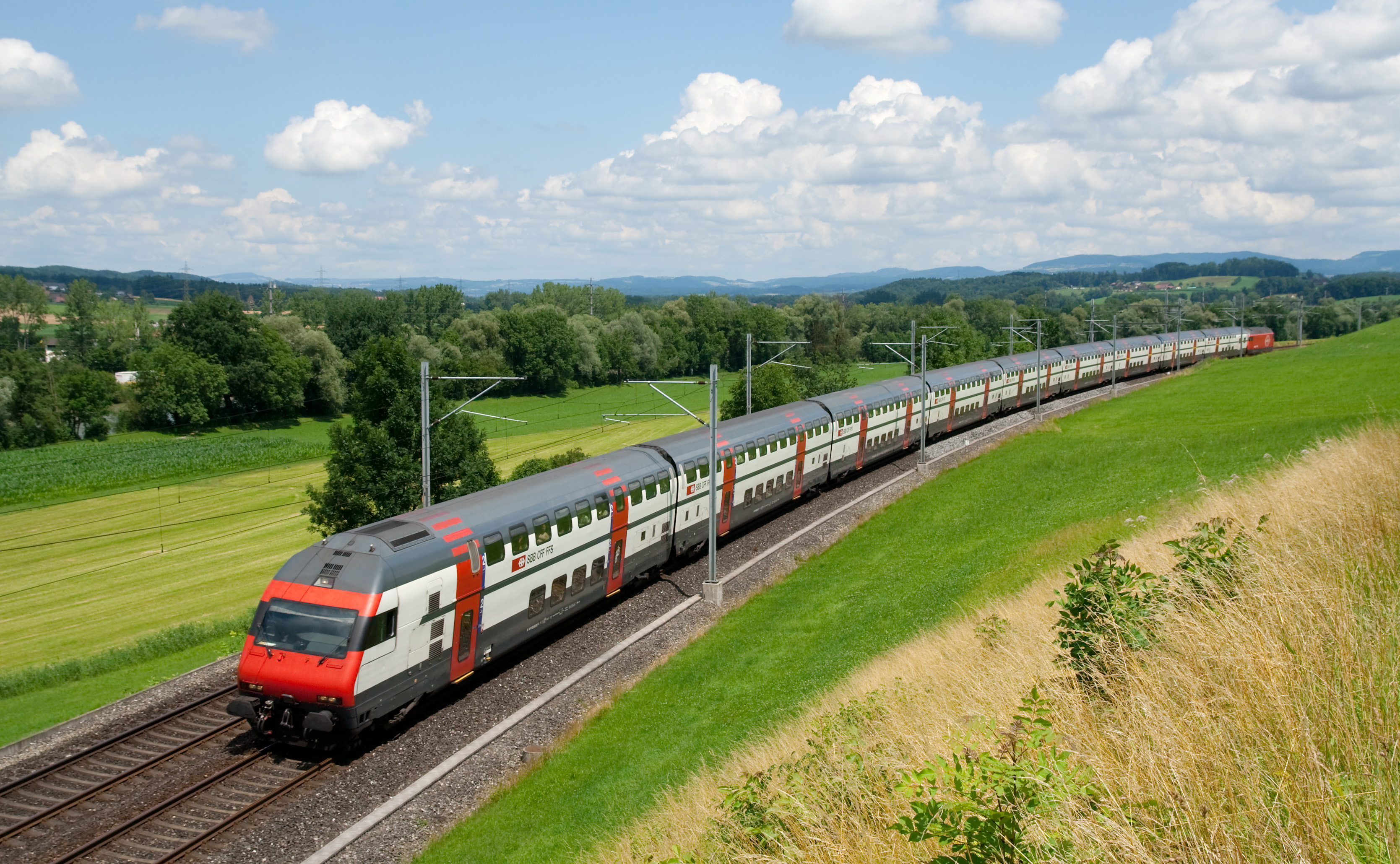
Rame réversible IC 2000 (Suisse).

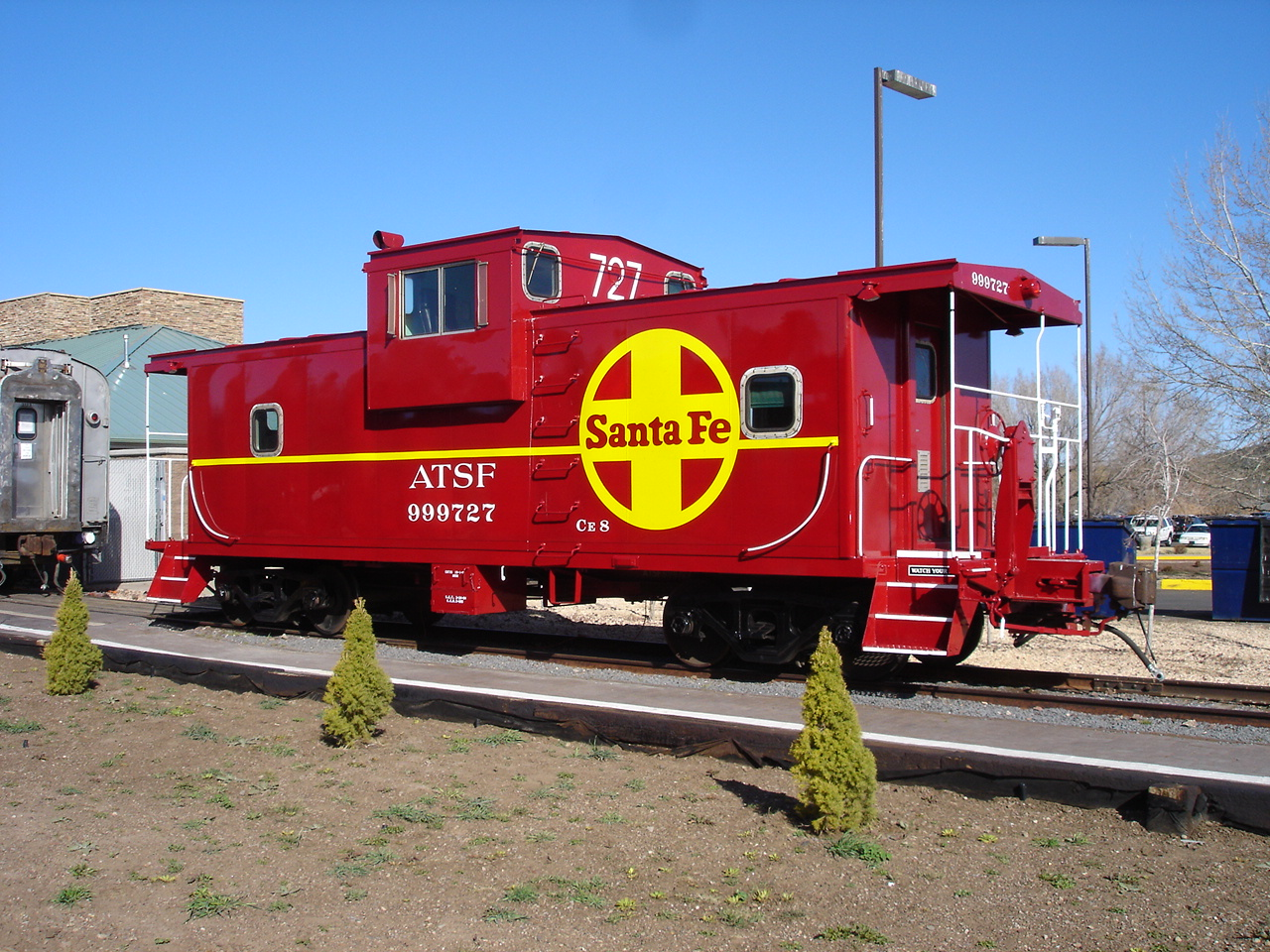
Cambuse ATSF 999727 exposée à la gare de Williams, Arizona, États-Unis.

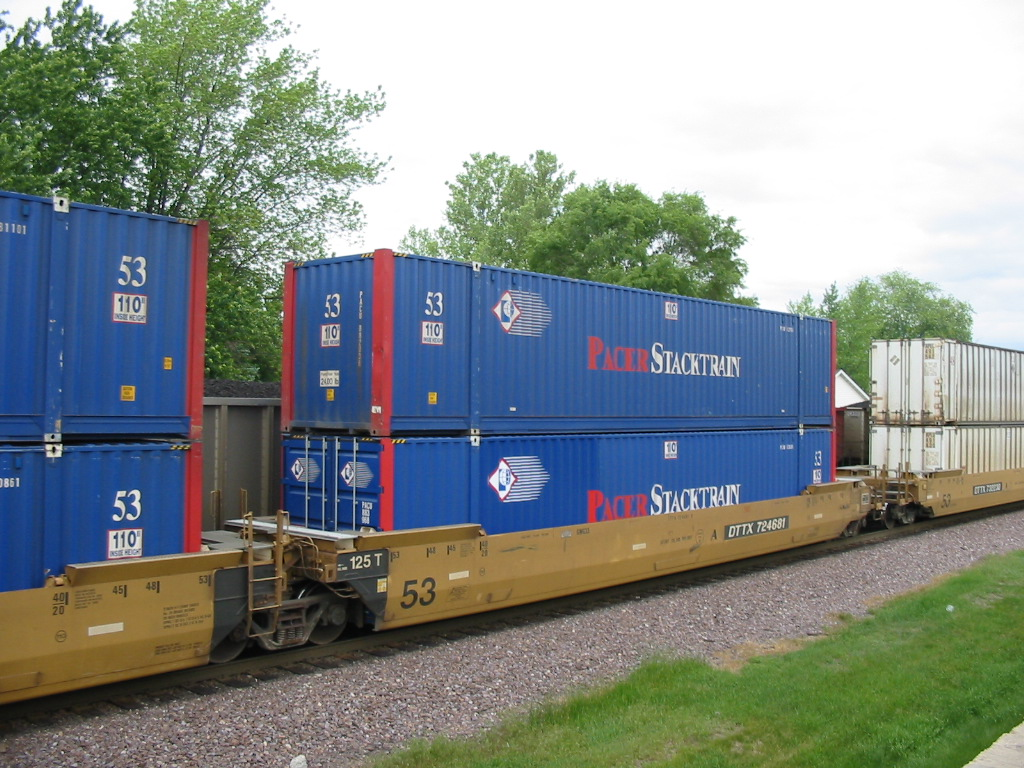
Wagon articulé surbaissé « double-stack » portant deux étages de conteneurs intermodaux.

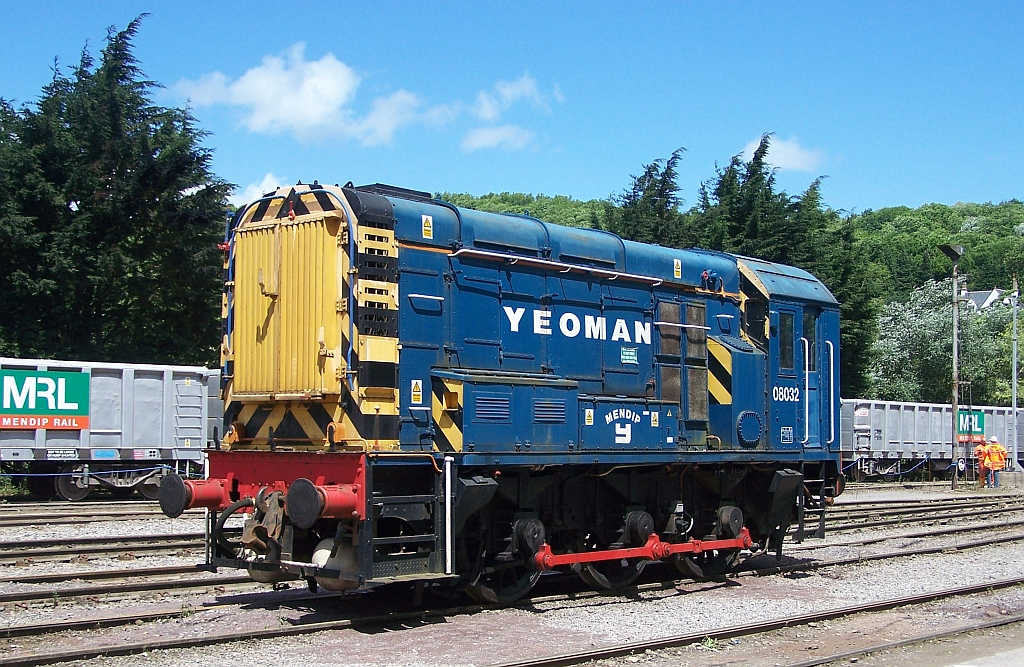
Locotracteur Diesel-électrique British Railways class 08.

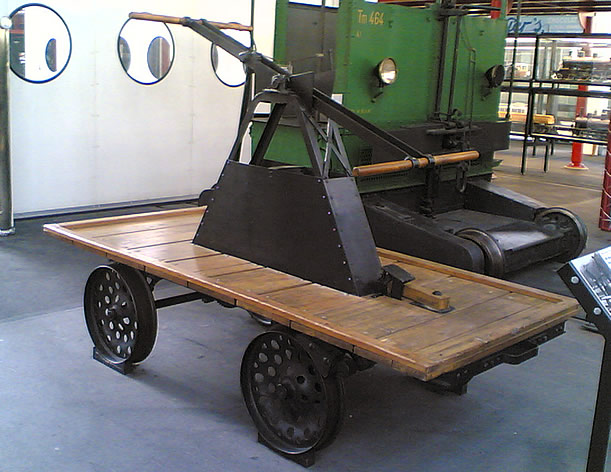
Draisine à bras (Italie).

Le matériel roulant ferroviaire est composé de l'ensemble des véhicules, moteurs ou remorqués, conçus pour se déplacer sur une voie ferrée.

## Présentation
Mis à part les quelques locotracteurs ou ceux qui ont été conçus pour des lignes de métro sur pneumatiques ainsi que les expériences malheureuses de l'aérotrain et du train à sustentation magnétique, les véhicules ferroviaires sont munis de roues en acier formant avec le rail un système étroitement coordonné. Les rails utilisés sont généralement de type Vignole et pour les tramways des rails à gorge. La stabilité du roulement est assurée par la forme légèrement conique des bandes de roulement et la présence des boudins sur la face intérieure des roues. L'essieu se centre spontanément en adaptant la zone de contact de la roue sur le rail en fonction de la courbure de la voie et des efforts à lui transmettre. Cette stabilité est encore accrue par la cohésion des rames articulées comme celles du TGV.
Le principal avantage des véhicules sur rail conventionnels est le faible coefficient d'adhérence des bandage de roues en acier sur les rails également en acier, ce qui permet de déplacer des masses importantes avec de faibles déperditions d'énergie. Cela permet également de constituer des convois de grande longueur pour les transports de masse. En revanche dans le domaine du freinage, les distances sont longues et les trains rapides ont des freins de secours agissant directement sur le rail.
La construction du matériel roulant ferroviaire est l'objet d'une industrie spécialisée, les constructeurs ferroviaires. Ce secteur a longtemps gardé un caractère national dans les principaux pays industriels, chaque pays ayant tendance à émettre des normes techniques particulières. Elles tendent cependant à s'internationaliser, voire à se mondialiser depuis quelques années, notamment en Europe du fait de la politique de libéralisation suivie par l'Union européenne.

## Principaux types de véhicules ferroviaires

### Matériel moteur

#### Matériel de traction
- Matériel roulant moteur :
  - Locomotive, locomotive articulée :
    - à vapeur,
      - compound,
      - tender,

    - à turbine à gaz,
    - Diesel,
      - Diesel-électrique,

    - électrique.

  - Locotracteur ou locomotive de manœuvre,

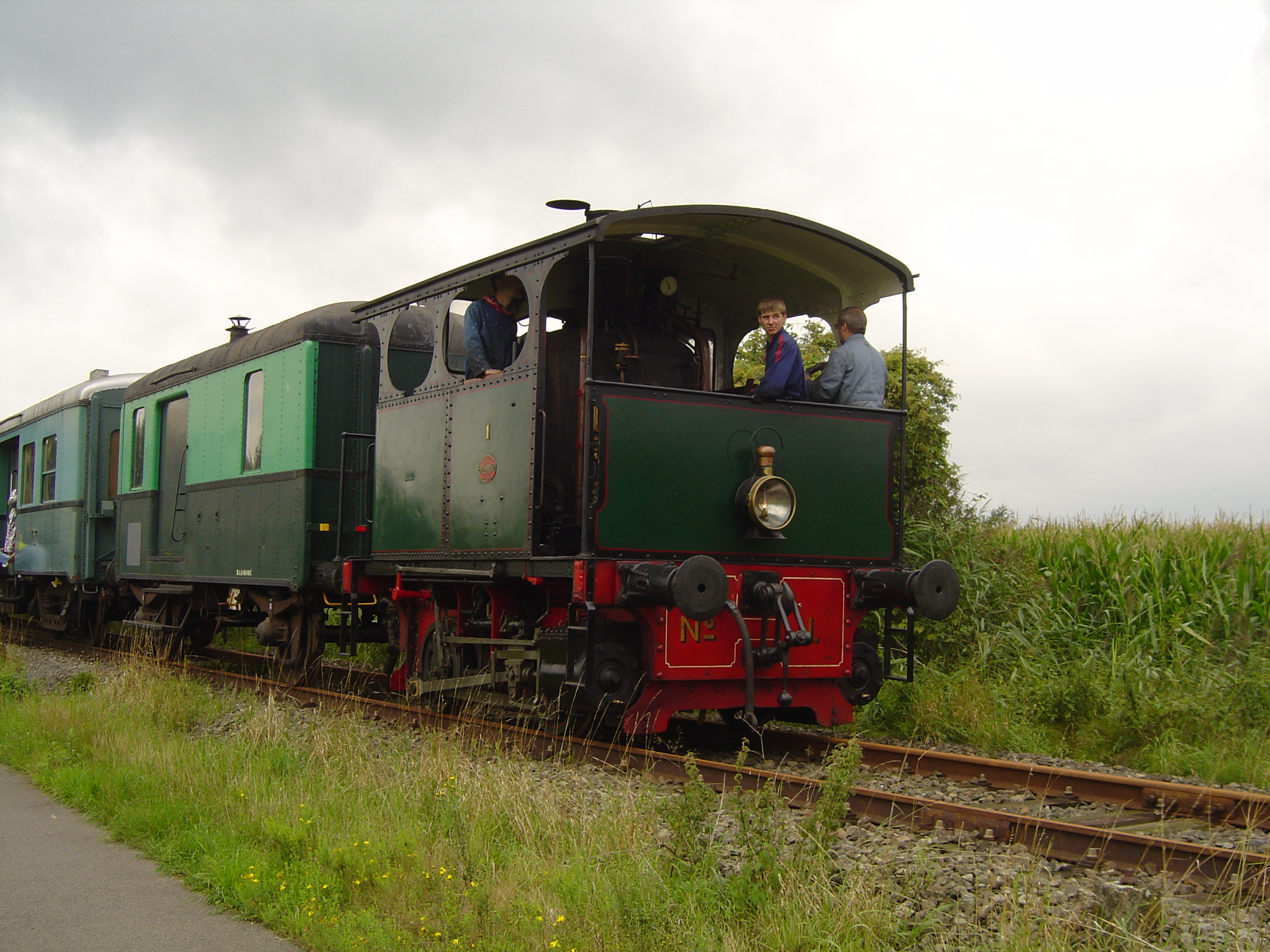
Locomotive à chaudière verticale du Dendermonde - Puurs (Belgique).
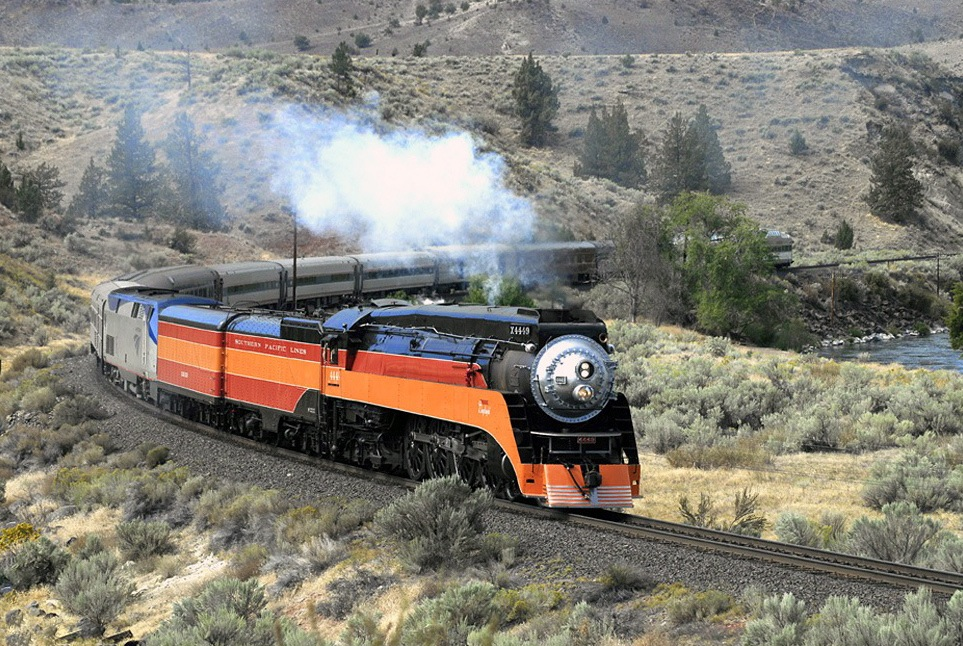
Train spécial tracté par une locomotive classe GS-4 du Southern Pacific.
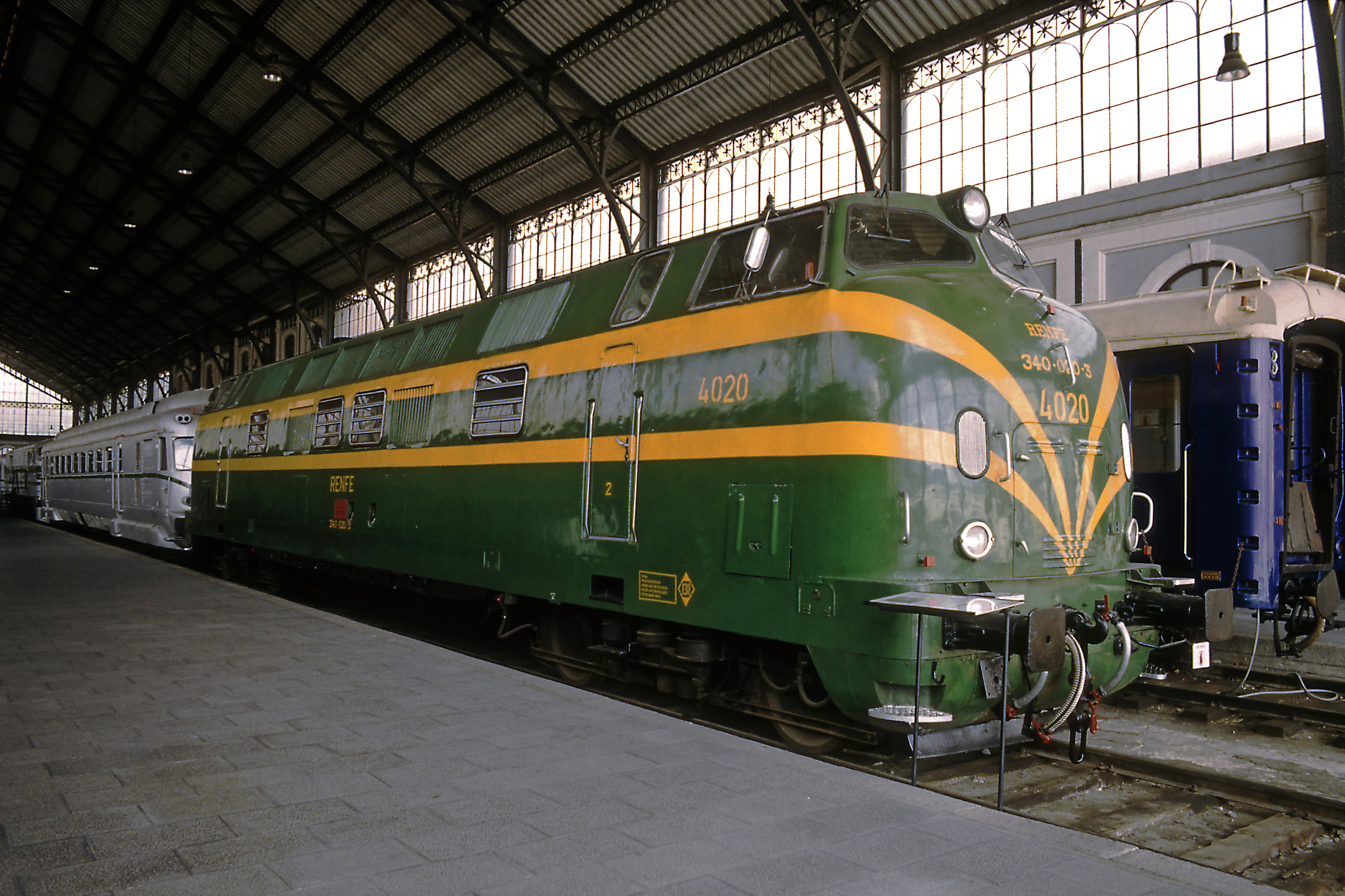
Matériel historique Diesel de la RENFE (Espagne).

#### Matériel automoteur
- Matériel voyageurs automoteur :
  - Véhicule automoteur
    - Automotrice à vapeur
    - Automotrice électrique
    - Autorail
      - Autocar sur rails
      - Micheline

    - Fourgon automoteur
    - Automotrice postale

  - Rame automotrice
    - Élément automoteur
    - Train à grande vitesse
    - Train pendulaire
    - Turbotrain
    - Train automoteur rapide
- Draisine

### Matériel remorqué
- Matériel roulant remorqué :
  - Matériel voyageurs :
    - Voiture de chemin de fer :
      - Voiture voyageurs, voiture panoramique, voiture-ambulance,
      - Voiture-restaurant, voiture-buffet,
      - Voiture-bar, voiture-discothèque,
      - Voiture-salon, voiture-conférence,
      - Voiture-lits,
      - Voiture-couchettes,
      - Voiture pilote, rame réversible,

    - Fourgon ferroviaire :
      - Fourgon à bagages, cambuse,
      - Fourgon-chaudière,
      - Fourgon-générateur,
      - Fourgon postal :
        - Bureau ambulant,
        - Allège postale,

  - Wagon :
    - Wagon couvert, wagon plat, wagon-tombereau, wagon-trémie, wagon-silo, wagon-citerne, wagon porte-automobiles, wagon-torpille, etc.
    - Fourgon-frein ou cambuse,

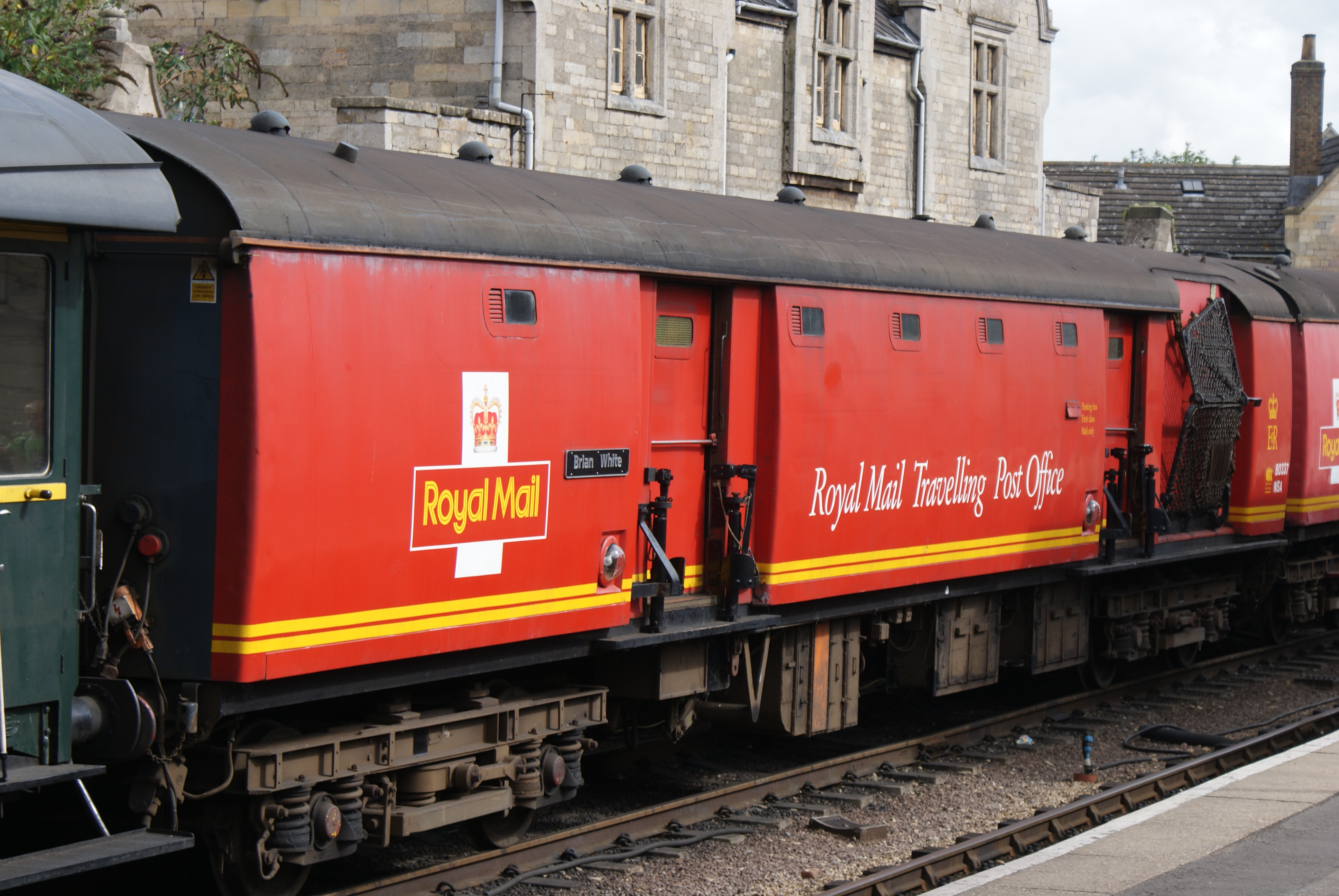
Bureau postal ambulant (Royaume-Uni).
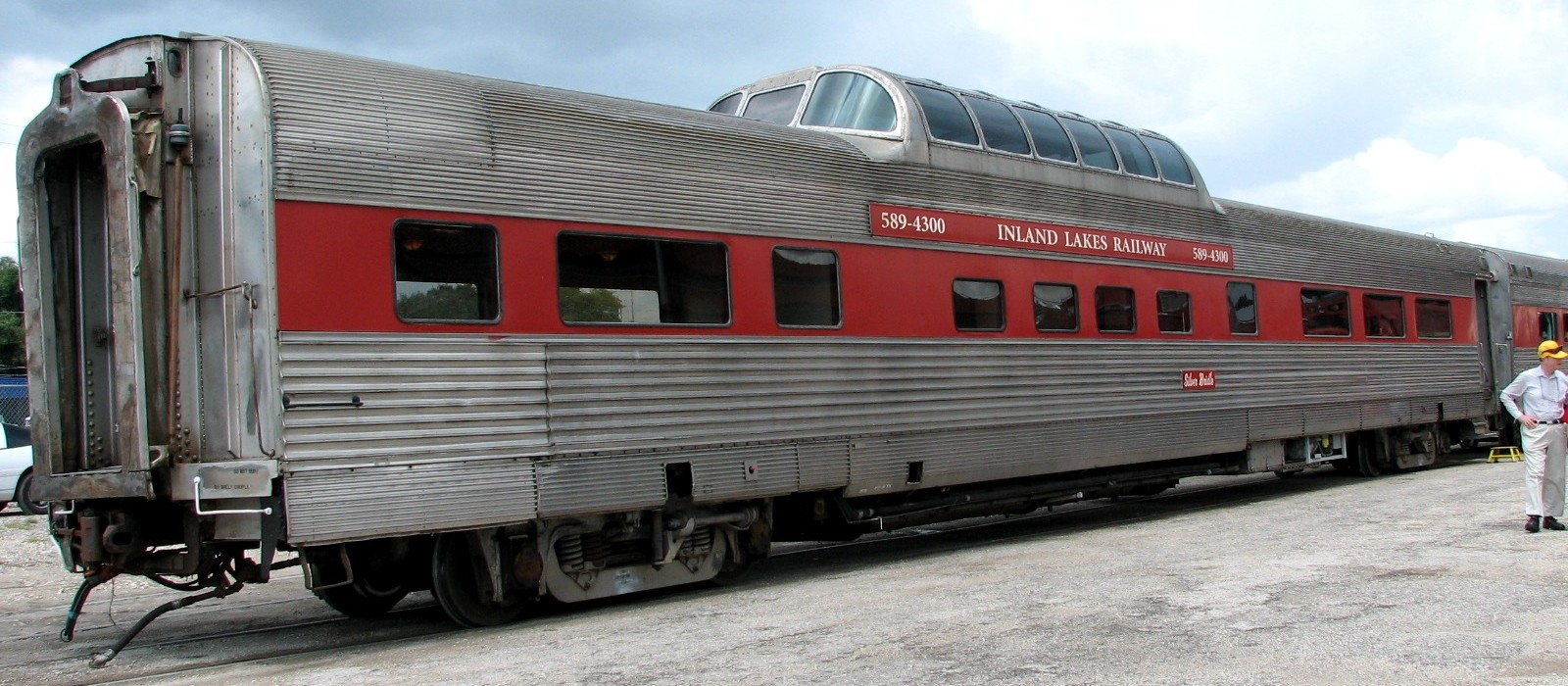
Voiture panoramique California Zephyr.
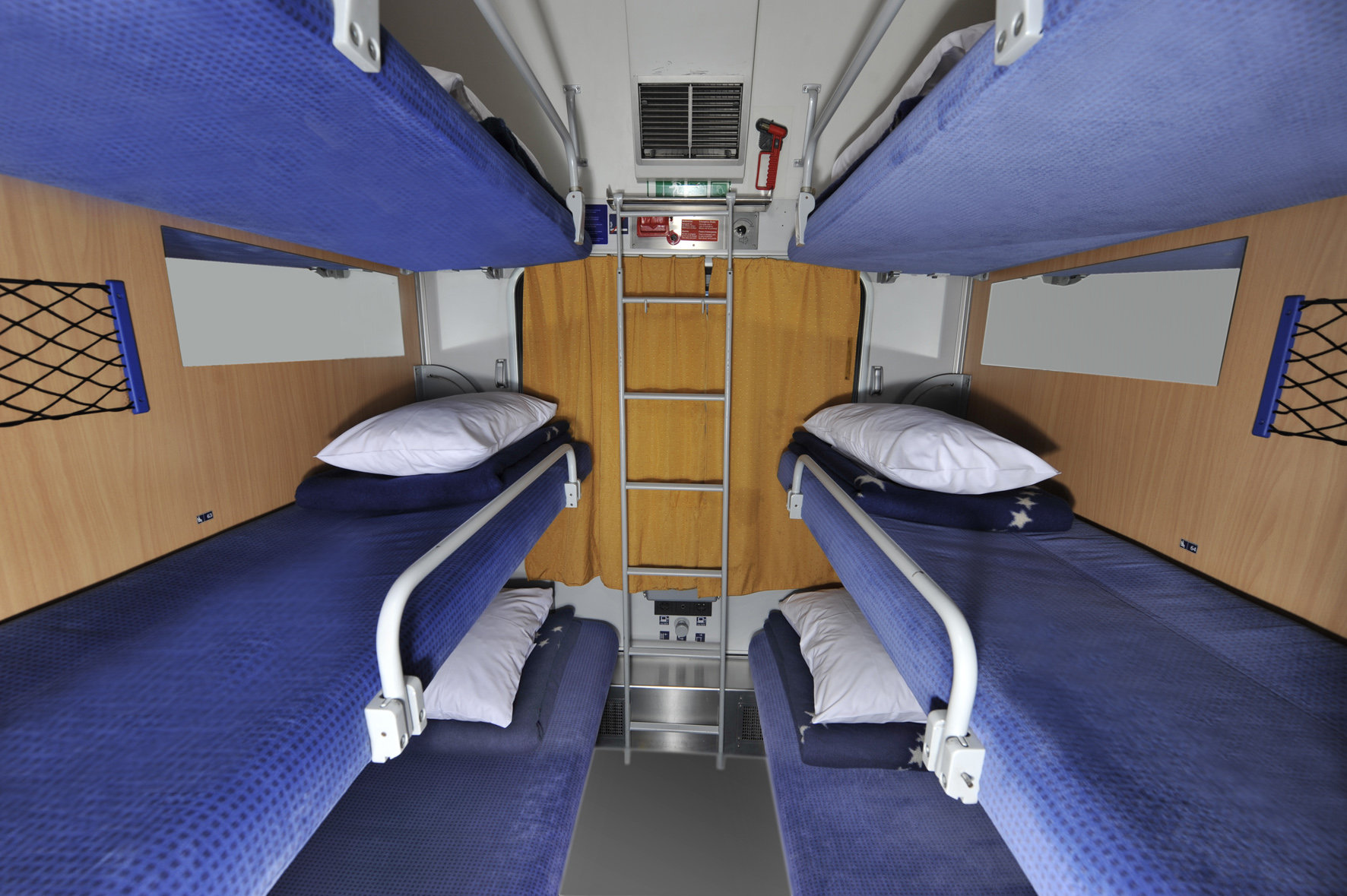
Voiture-couchettes CityNightLine.
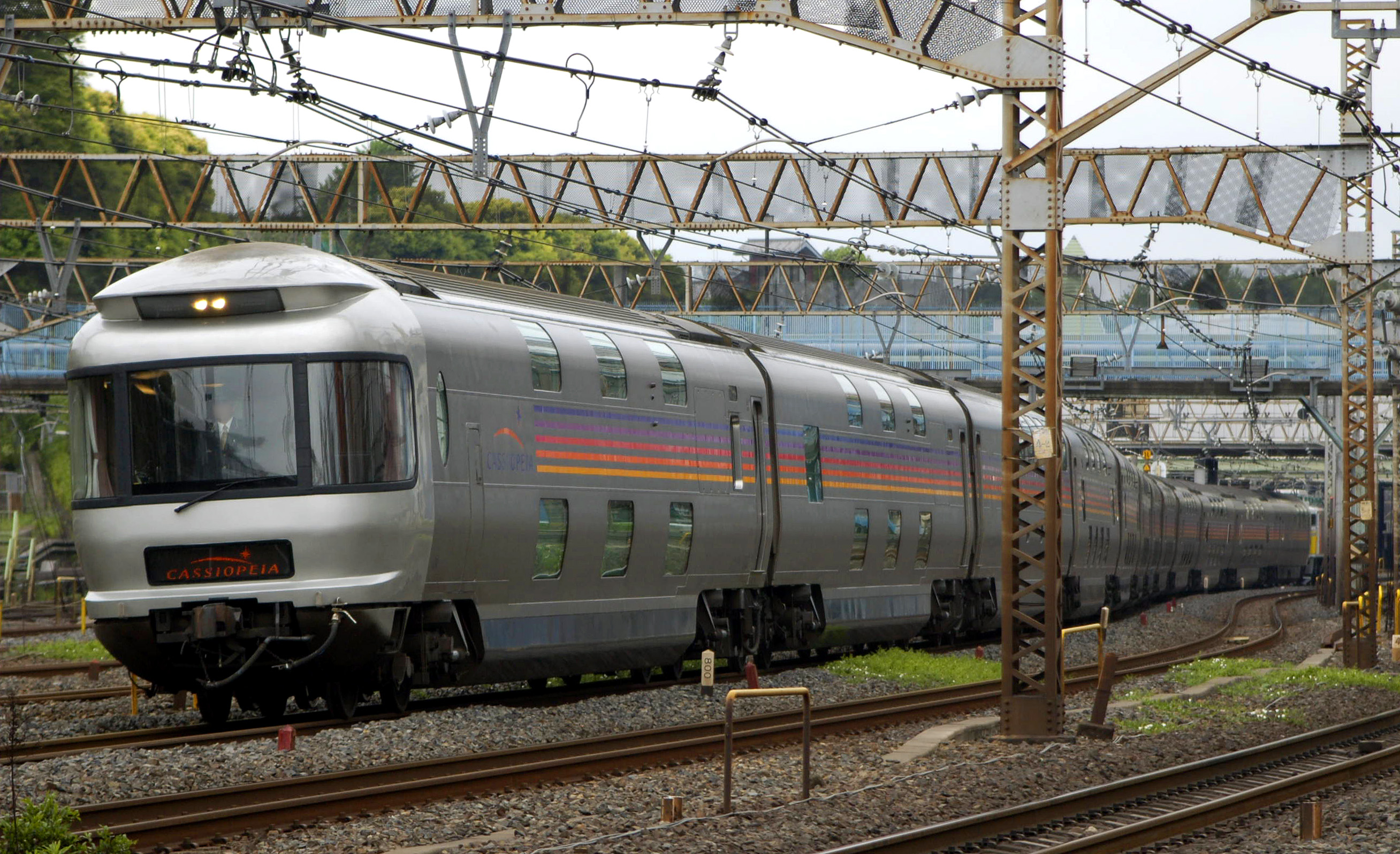
Rame réversible de voitures-lits à deux niveaux Cassiopeia (Japon).

### Matériel roulant spécialisé
- Matériel roulant spécialisé :
  - Train de secours : train d’extinction et de sauvetage (TES) (Suisse), wagon-grue...
  - Matériel d'entretien : wagon-désherbeur, wagon-aspirateur, nettoyeur de caténaire, véhicule rail-route, chasse-neige, voiture Mauzin, VT (SNCF), Mélusine (TGV)
  - Train de travaux, bourreuse de ballast, régaleuse, portique hydrocampe

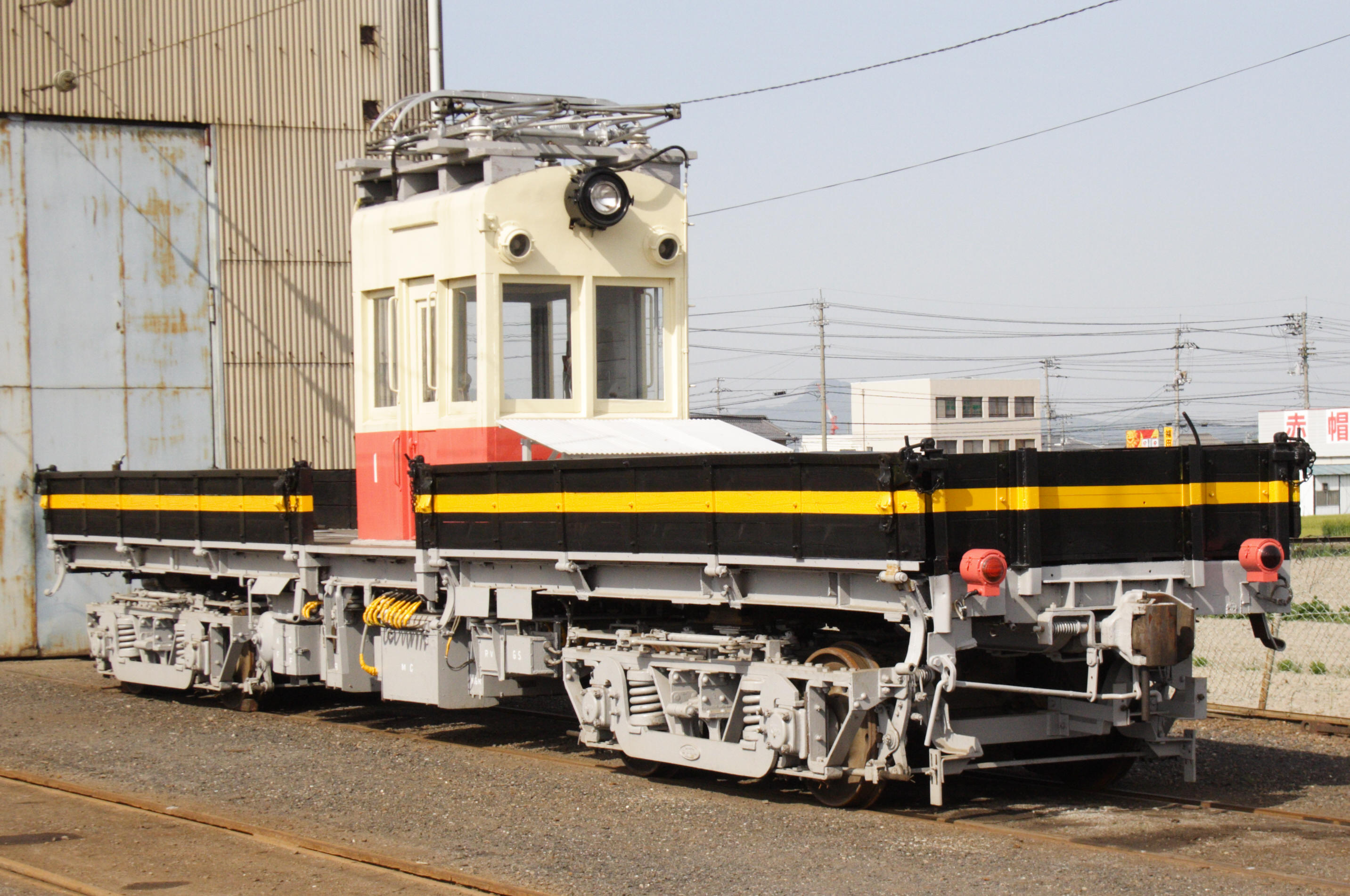
Véhicule de service (Japon).
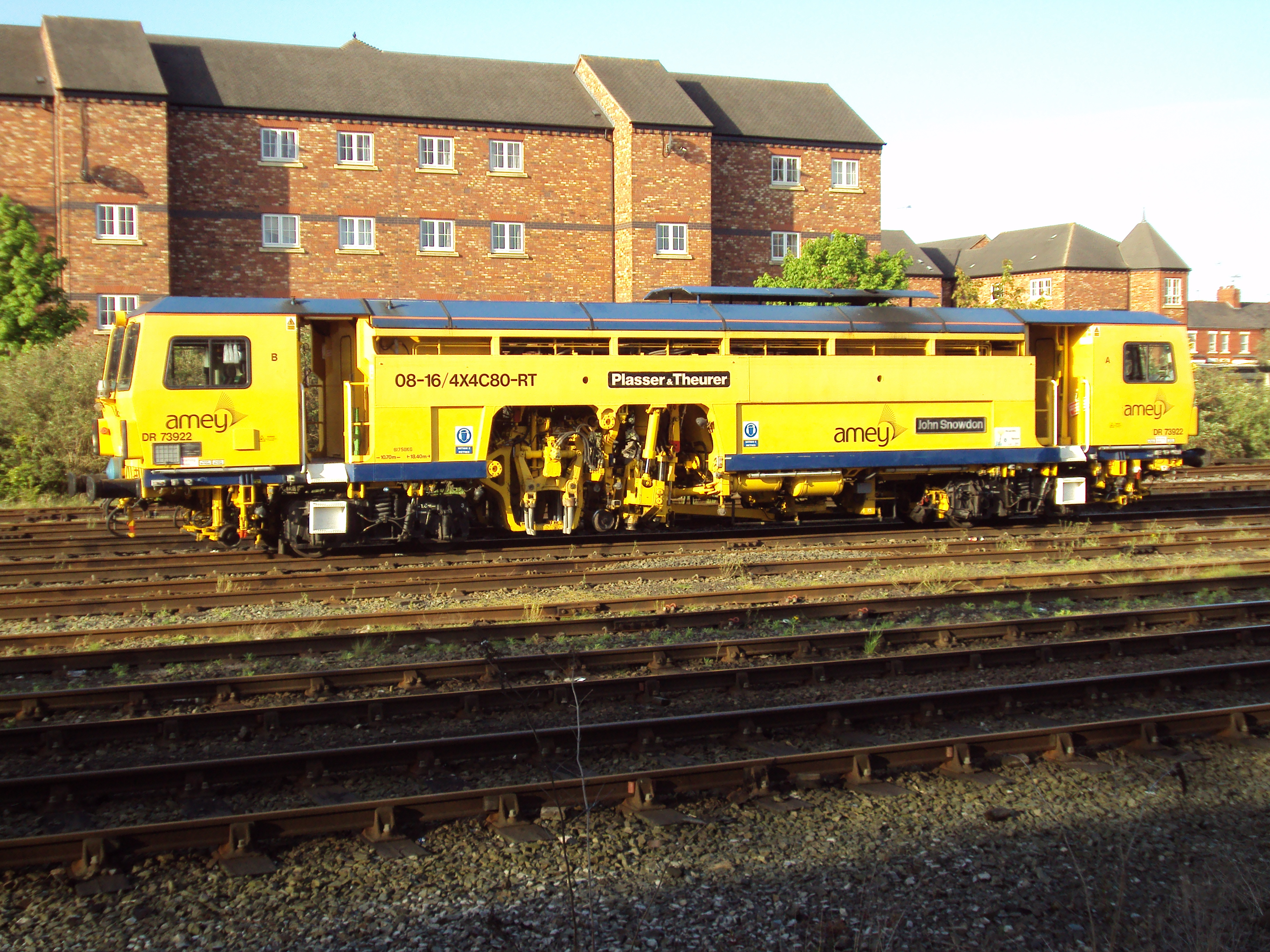
Bourreuse (Royaume-Uni).
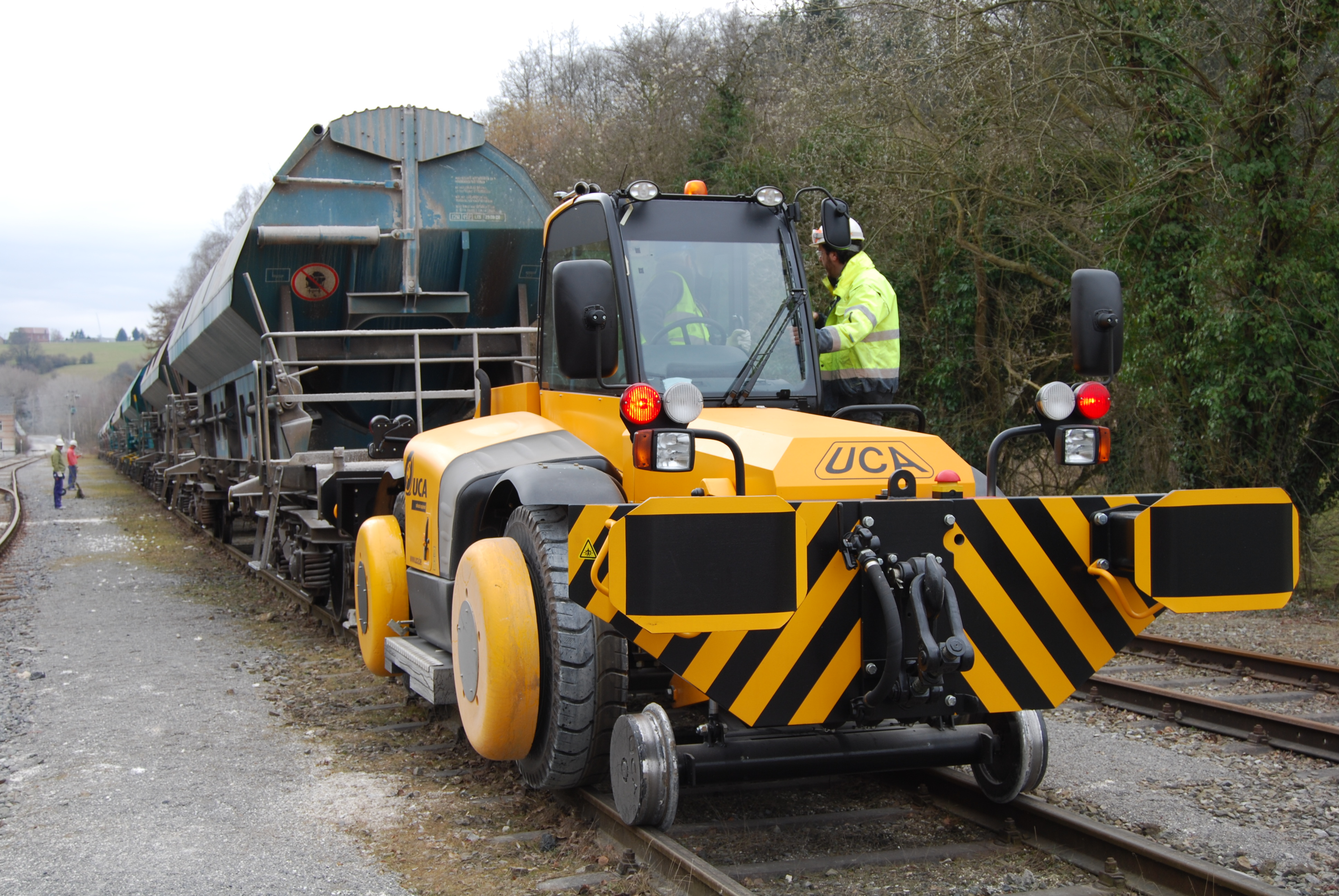
Locotracteur rail-route.
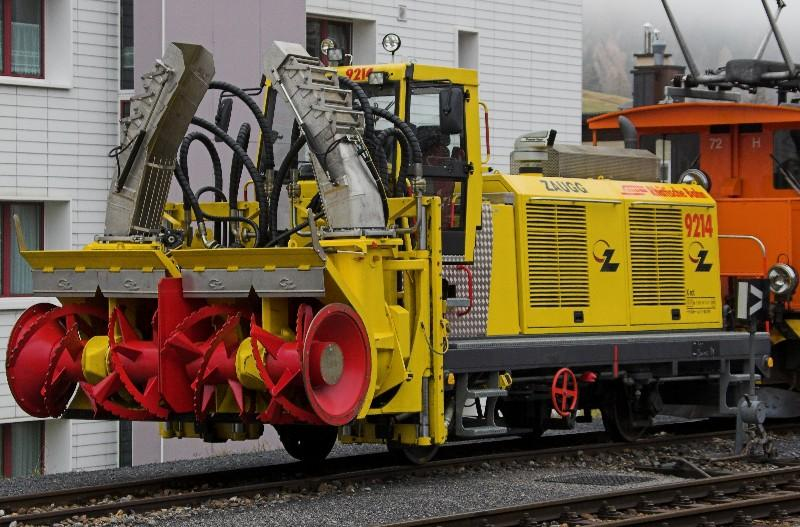
Véhicule de déneigement de voie étroite (Suisse).
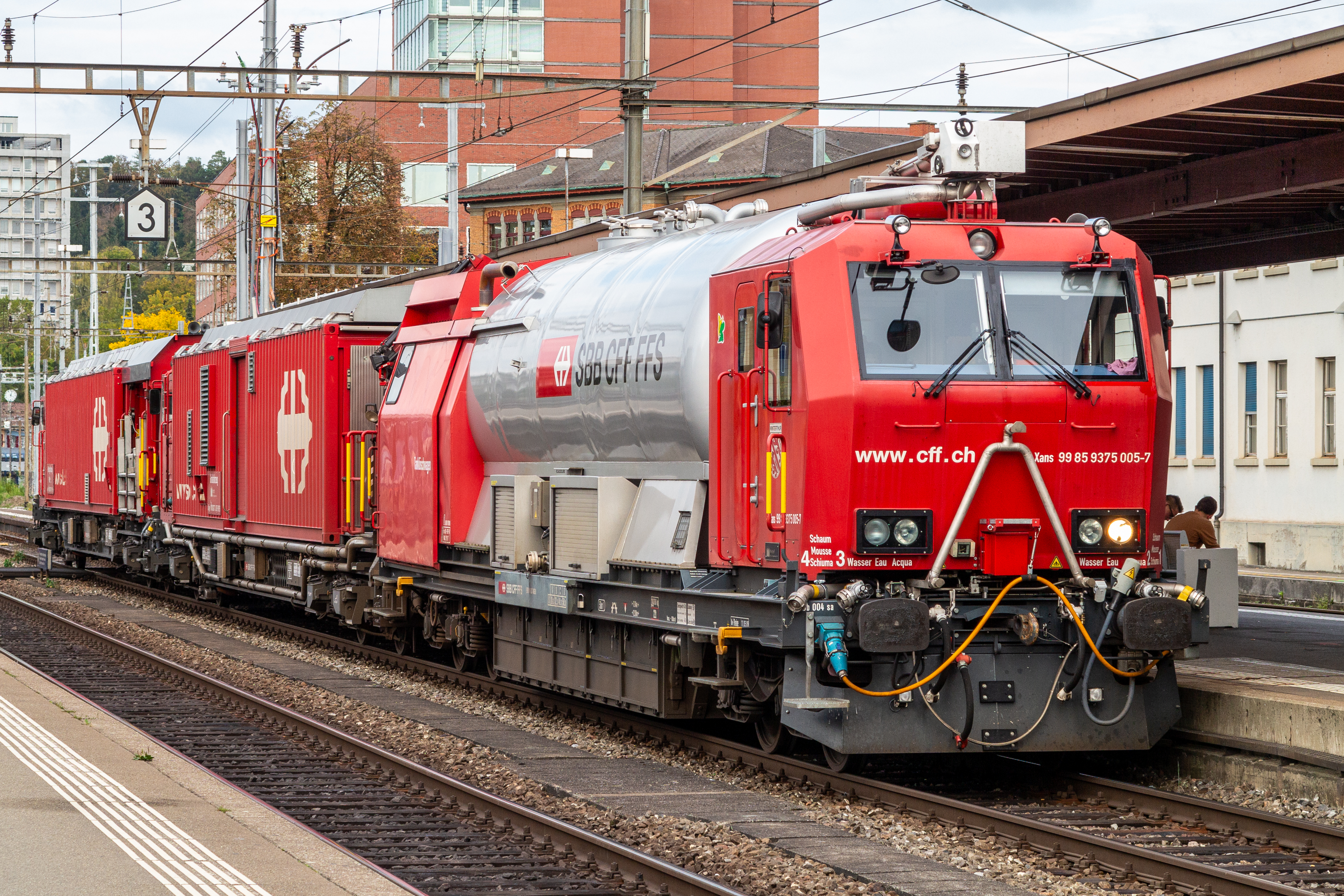
Train d'extinction et de sauvetage (TES) (Suisse).

## Constructeurs
- Allgemeine Elektricitäts-Gesellschaft (AEG)
- Alstom
- AnsaldoBreda S.p.A.
- Applevage
- Ateliers de Constructions Electriques de Charleroi (ACEC)
- Ateliers de constructions mécaniques de Vevey (ACMV)
- Berry Lille
- Brown, Boveri & Cie (BBC)
- Établissements Baudet, Donon et Roussel (BDR) à Argenteuil
- Benrath à Düsseldorf
- Berliner Maschinenbau-Actien-Gesellschaft (BMAG) à Berlin
- Établissements Billard à Tours
- Bombardier Inc.
- Breda
- Brissonneau et Lotz (BL)
- L. Bronne & G. Simon à Liège
- Compagnie des Ateliers et Forges de la Loire (CAFL) à Saint-Chamond
- Compagnie électro-mécanique (CEM)
- Compagnie générale de construction (CGC)
- Schweizerische Industrie Gesellschaft (SIG) à Neuhausen am Rheinfall
- Société anonyme des ateliers de Sécheron à Genève
- Société franco-belge
- Société suisse de construction de locomotives et de machines (SLM) à Winterthour

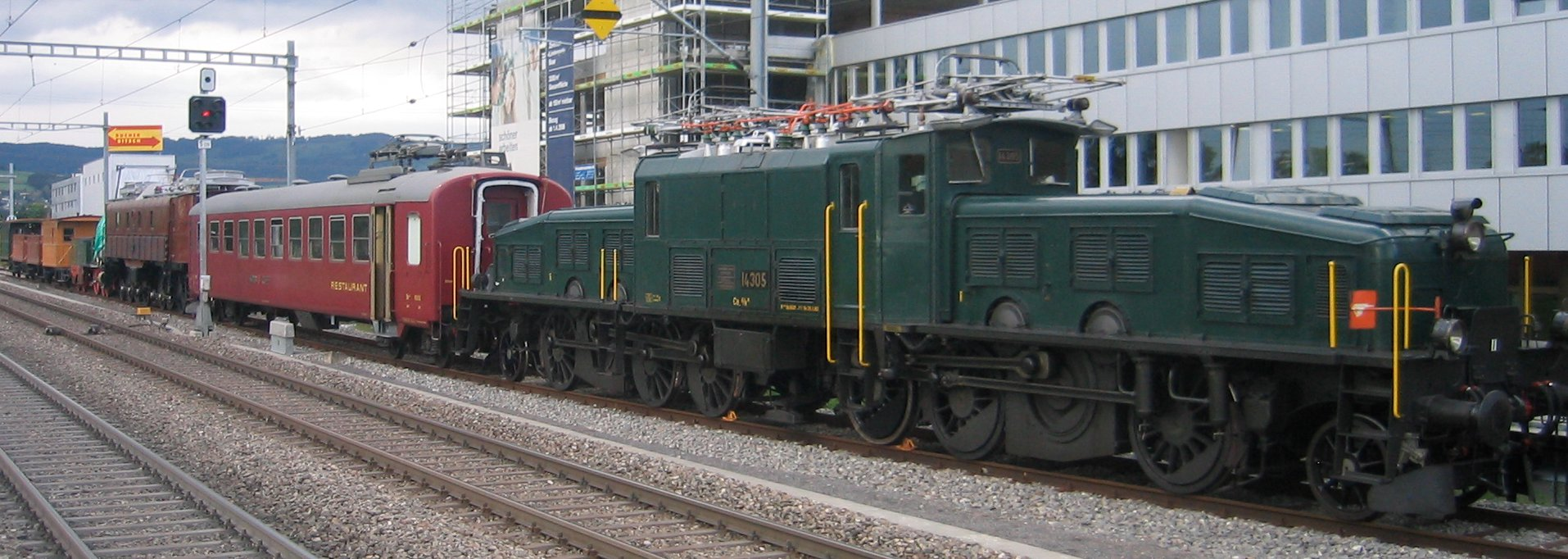
Locomotive articulée Crocodile Ce 6/8 et voiture-restaurant (Suisse).

- SOCOFER à Saint-Pierre-des-Corps
- Stadler Rail
- Vossloh